# Eccellenza Liguria 1992-1993
Il campionato italiano di calcio di Eccellenza regionale 1992-1993 è stato il secondo organizzato in Italia. Rappresenta il sesto livello del calcio italiano.
Questo è il campionato regionale della regione Liguria.

## Girone A

### Squadre Partecipanti
| Squadra                         | Città                 |
| ------------------------------- | --------------------- |
| S.S. Argentina Arma             | Arma di Taggia (IM)   |
| U.S. Busalla                    | Busalla (GE)          |
| U.S. Cairese                    | Cairo Montenotte (SV) |
| U.L.S. Carcarese                | Carcare (SV)          |
| A.C. Entella Bacezza            | Chiavari (GE)         |
| U.S. Finale Ligure              | Finale Ligure (SV)    |
| A.C. Lavagna                    | Lavagna (GE)          |
| U.S. Loanesi                    | Loano (SV)            |
| Polisportiva Migliarinese TE.Li | La Spezia (SP)        |
| Ortonovo Calcio                 | Ortonovo (SP)         |
| G.S. Pegliese                   | Pegli (GE)            |
| U.S. Pontedecimo                | Pontedecimo (GE)      |
| F.S. Sestrese                   | Sestri Ponente (GE)   |
| U.S. Sestri Levante             | Sestri Levante (GE)   |
| F.C. Vado                       | Vado Ligure (SV)      |
| Ventimiglia Calcio              | Ventimiglia (IM)      |

## Classifica finale
|  | Pos. | Squadra        | Pt | G  | V  | N  | P  | GF | GS  | DR  |
|  | ---- | -------------- | -- | -- | -- | -- | -- | -- | --- | --- |
|  | 1.   | Migliarinese   | 45 | 30 | 18 | 9  | 3  | 52 | 20  | +32 |
|  | 2.   | Vado           | 42 | 30 | 16 | 10 | 4  | 52 | 19  | +33 |
|  | 3.   | Sestrese       | 41 | 30 | 14 | 13 | 3  | 53 | 21  | +32 |
|  | 4.   | Finale         | 35 | 30 | 10 | 15 | 5  | 39 | 29  | +10 |
|  | 5.   | Cairese        | 35 | 30 | 10 | 15 | 5  | 33 | 25  | +8  |
|  | 6.   | Sestri Levante | 34 | 30 | 11 | 12 | 7  | 38 | 31  | +7  |
|  | 7.   | Loanesi        | 33 | 30 | 12 | 9  | 9  | 26 | 22  | +4  |
|  | 8.   | Ventimigliese  | 31 | 30 | 9  | 13 | 8  | 31 | 27  | +4  |
|  | 9.   | Argentina      | 29 | 30 | 7  | 15 | 8  | 24 | 28  | -4  |
|  | 10.  | Pegliese       | 28 | 30 | 10 | 8  | 12 | 36 | 29  | +7  |
|  | 11.  | Pontedecimo    | 27 | 30 | 7  | 13 | 10 | 22 | 29  | -7  |
|  | 12.  | Lavagna        | 26 | 30 | 7  | 12 | 11 | 20 | 29  | -9  |
|  | 13.  | Virtus Entella | 25 | 30 | 10 | 5  | 15 | 36 | 40  | -4  |
|  | 14.  | Busalla        | 23 | 30 | 4  | 15 | 11 | 23 | 37  | -14 |
|  | 15.  | Ortonovo       | 22 | 30 | 6  | 10 | 14 | 23 | 35  | -12 |
|  | 16.  | Carcarese      | 4  | 30 | 1  | 2  | 27 | 14 | 101 | -87 |